# Joseph Marie
Pour les articles homonymes, voir Marie.
Ne doit pas être confondu avec Joseph-Marie.
Joseph Philippe Marie, né le 26 mai 1821 à Dampierre-en-Yvelines et mort le 19 décembre 1884 à Yzeure, est un architecte paysagiste français.

## Biographie
En 1845, Joseph Marie s'installe à Moulins.
En 1860, l'empereur Napoléon III confie à Joseph Marie l'aménagement des parcs d'Allier à Vichy. C'est le départ des grands travaux d'embellissement de la station thermale. Dès 1863, les projets se succèdent et aboutissent vers 1870 à l'aspect général qui existe de nos jours. Il poursuit dans d'autres stations thermales naissantes comme le parc Fenestre de La Bourboule ; il crée aussi des parcs privés, comme celui du château de la Place à Jassans-Riottier. 
Il ne restera pas sans postérité : sa fille Antoinette épousera François-Marie Treyve ; le couple sera à l'origine d'une dynastie bourbonnaise de paysagistes qui a perduré jusqu'à nos jours.

## Sources
Biographie extraite en totalité de la documentation éditée par le Comité des Parcs et Jardins d'Auvergne pour l'exposition : « Les Treyve, une dynastie bourbonnaise de paysagistes ». Cette exposition fut présentée en juillet, août et septembre 2007 au château du Riau à Villeneuve-sur-Allier, puis à l'office de tourisme de Riom jusqu'au 25 avril 2008.